# Cyclophyllum cymosum
Cyclophyllum cymosum är en måreväxtart som beskrevs av Spencer Le Marchant Moore. Cyclophyllum cymosum ingår i släktet Cyclophyllum och familjen måreväxter.
Artens utbredningsområde är Nya Kaledonien. Inga underarter finns listade i Catalogue of Life.